# Mima Foundation USTA Pro Tennis Classic 2011
Il Mima Foundation USTA Pro Tennis Classic 2011 (USA F15 Futures 2011) è stato un torneo di tennis giocato sulla terra verde, che fa parte della categoria ITF Women's Circuit nell'ambito dell'ITF Women's Circuit 2011 e dell'ITF Men's Circuit nell'ambito dell'ITF Men's Circuit 2011. Sia il torneo maschile che quello femminile si sono giocati a Indian Harbour Beach negli USA dal 2 all'8 maggio 2011 quello femminile, dal 20 al 26 giugno quello maschile.

## Vincitori

### Singolare maschile
Jesse Levine ha battuto in finale  Jeff Dadamo con il punteggio di 6–4, 6–4

### Singolare femminile
Melinda Czink ha battuto in finale  Alison Riske con il punteggio di 4–6, 6–1, 6–4

### Doppio maschile
Mohd Assri Merzuki /  Gabriel Moraru hanno battuto in finale  Antoine Benneteau /  Artem Ilyushin con il punteggio di 7–6(6), 3–6, [10–7]

### Doppio femminile
Al'ona Sotnikova /  Lenka Wienerová hanno battuto in finale  Christina Fusano /  Alexa Glatch con il punteggio di 6–4, 6–3